# Синій колір
Си́ній, воло́шко́вий колір — частина видимого світла, що займає діапазон хвиль з довжинами 440—485 (або 420—490) нанометрів. Один з трьох основних кольорів у системі RGB. У геральдиці — лазур.

## Сині природнібарвники,пігментий іншіеталони
- Колір неба

### Мінерали
- Лазурит
- Сапфір

### Рослини і тварини

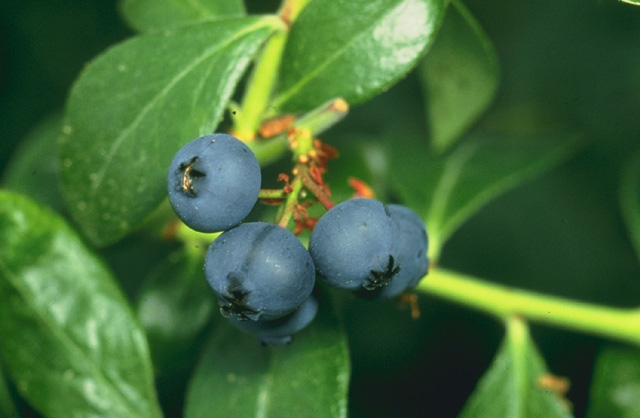
Жимолость

- Синя агава (Agave tequilana var. weber) має синє листя Хемотіп Анави мексиканською, використовується для виробництва текіли.
- Рибалочка має яскраво-синє оперення.
- Метелик Морфо має інтенсивно-синій «металевий» відлив (бірюзовий при прямому світлі сонця і синьо-фіолетовий при розсіяному світлі).

### Інші природні еталони
- Емісійний спектр іонів міді.
- Азур

## Синіхарчові барвники, E**
- Індігокармін

## Відтінки синього кольору

### Темно-синій колір
Темно-синій колір — темний відтінок стандартного синього кольору (h = 240°).

### Ясно-синій колір
Ясно-синій колір — менш насичений відтінок стандартного синього кольору, менш густий у порівнянні з основним кольором (h = 240°).

### Аквамариновий колір
Аквамариновий колір — ясний відтінок блакитного кольору, зеленувато-блакитний, названий на честь мінералу аквамарин.

## Інші літературні асоціації
- Синій часто символізує удар, так, в англійській мові «black and blue», означає синець. «Синці під очима» — втома.

- У англійській мові синій колір (англ. blue) символізує смуток, меланхолію, депресію, або просто стан глибокої задумливості, що стало причиною широкого застосування цього кольору в мистецтві (наприклад, окремий період у творчості Пабло Пікассо, блюзовий жанр в музиці і т. д. В області мистецтва англійське «blue» (а також фр. bleu) на українську традиційно перекладається, як «блакитний». (Див. також Блакитний колір в мистецтві).

- Синій нерідко асоціюється з водою і повітрям.